# Estació de São Bento
L'Estació de São Bento (en portuguès: Estação de São Bento) és una estació de tren de principis del segle xx situada al centre de Porto, Portugal. És la seu dels ferrocarrils de rodalia de Porto (CP Urbanos). Està inclosa dintre del conjunt del centre històric de Porto, classificat com a Patrimoni de la Humanitat per la UNESCO des del 1996.

## Història
L'estació fou edificada a principis del segle xx al mateix indret on va existir el Convent de São Bento de Ave Maria, habitat per monges benedictines, que datava del segle xvi i del qual en prengué el nom. Amb l'extinció dels ordes religiosos, el convent quedà deshabitat el 1892. La demolició dels claustres s'inicià el 1894 i la de l'església el 1900. Fou en aquest any que el rei Carles I posa la primera pedra de l'edifici. El 4 de febrer del 1888 fou nomenada una comissió per tractar de les expropiacions necessàries per a la construcció de la connexió ferroviària de l'Estació de São Bento a la ja existent Estació do Pinheiro (antic nom de l'actual Estació de Campanhã).
L'abril del 1902 ja s'havien iniciat les obres dels murs de suport al Carrer do Loureiro, al costat sud de l'estació.
Malgrat que el primer tren arribà el dia 7 de novembre del 1896, l'Estació de São Bento no fou inaugurada fins al 1916, després de l'obertura del pont de Dona Maria Pia. L'edifici –una de les empreses artístiques portuenques més notables, que marcà l'inici del segle XX- és de l'arquitecte José Marques da Silva i el seu vestíbul està revestit amb vint mil rajoles historiades del pintor Jorge Colaço.

## Arquitectura i Art

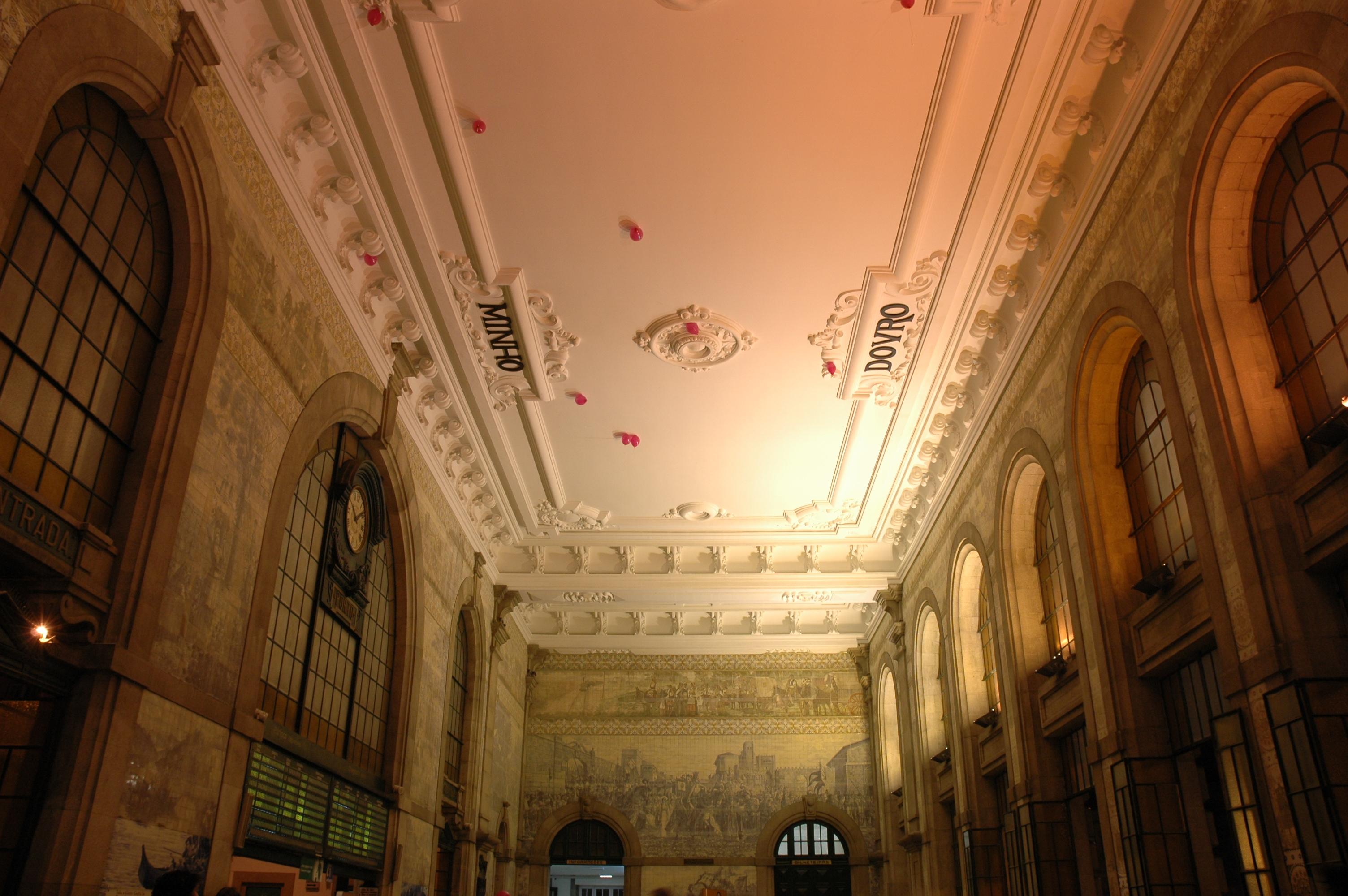
Vestíbul amb les rajoles de Jorge Colaço.
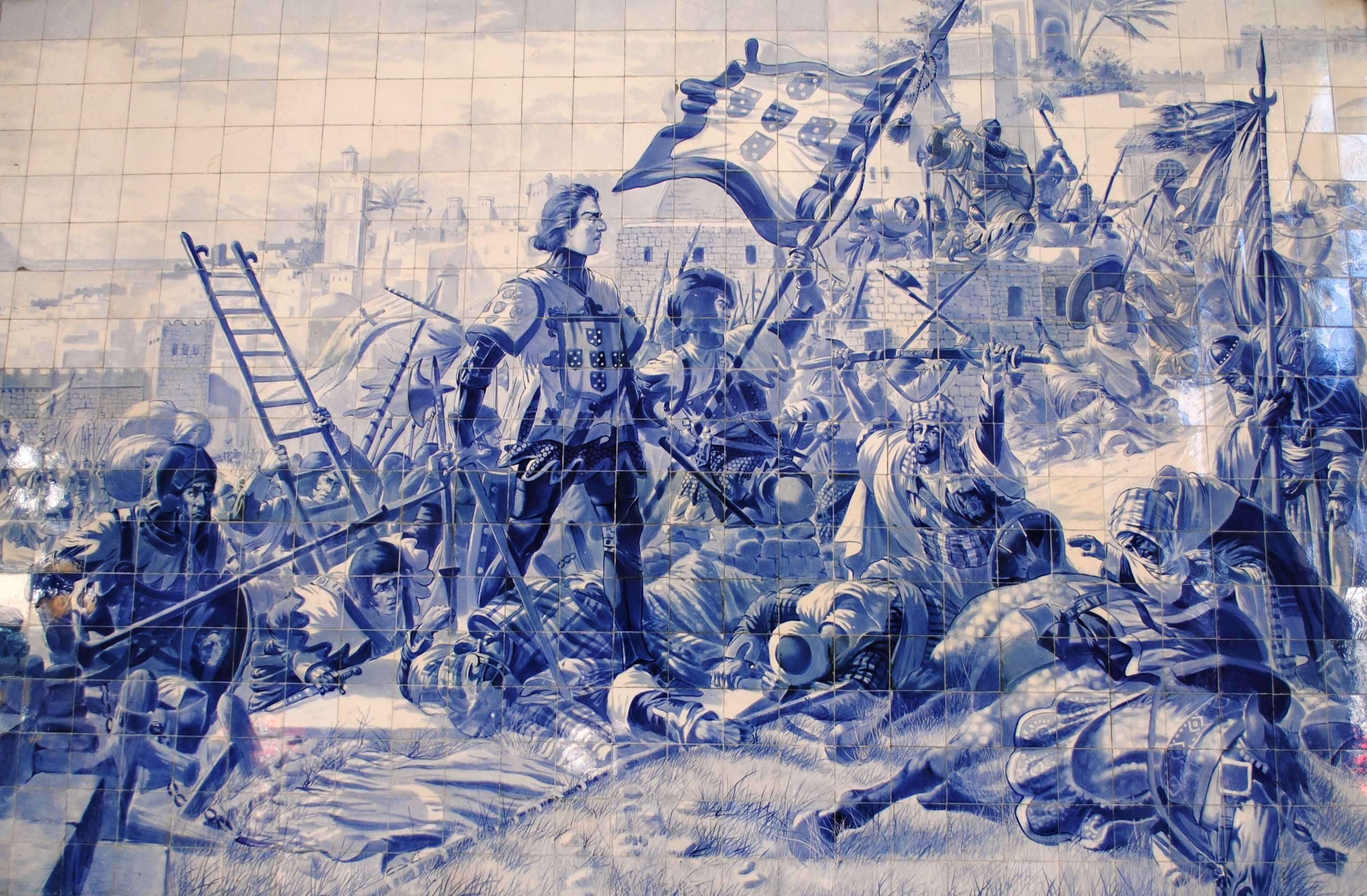
L'infant Enric el Navegant en la conquesta de Ceuta.
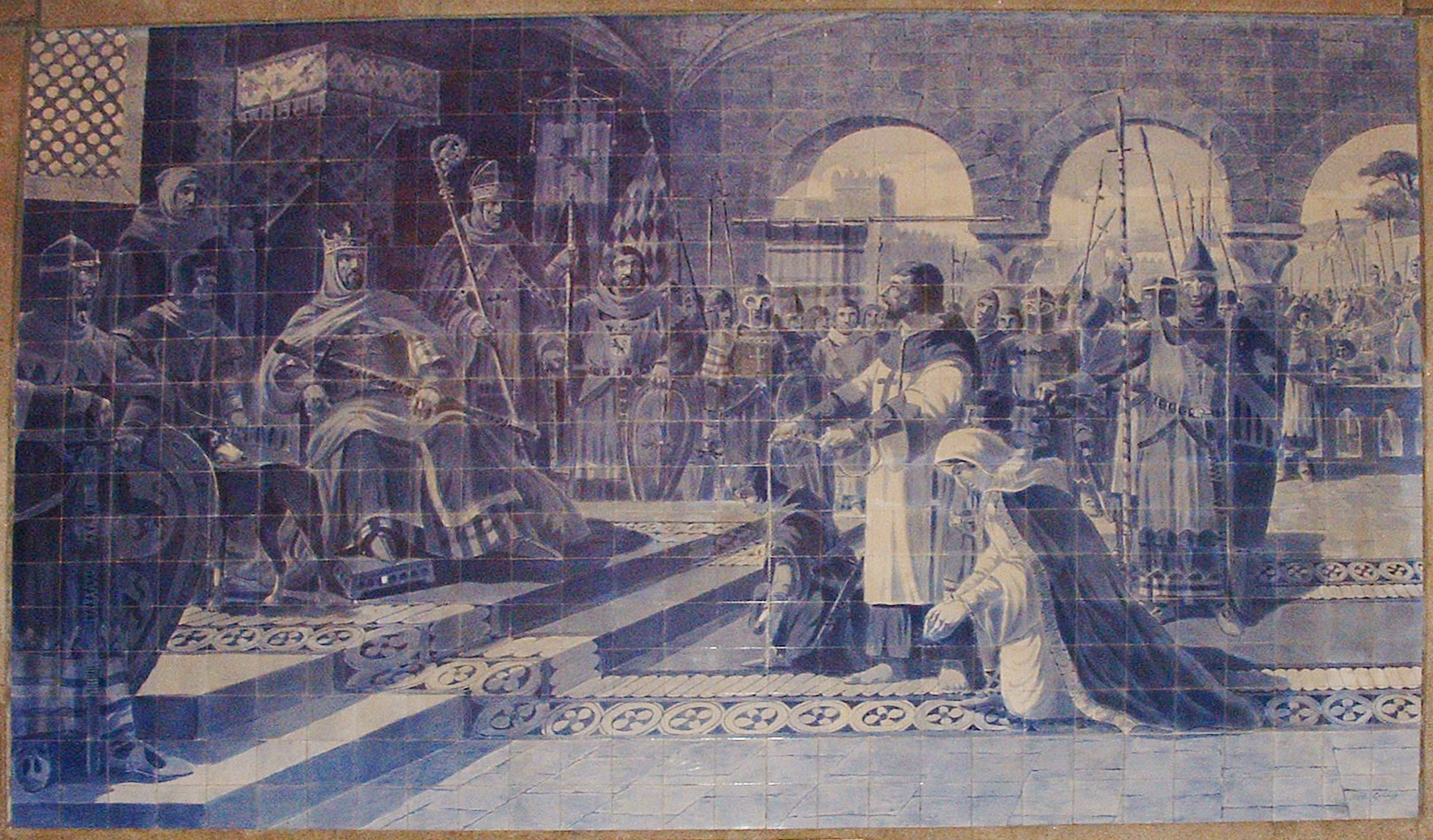
Egas Moniz, preceptor d'Alfons Henriques, presentant-se al rei de Lleó amb la seva família

L'edifici presenta exteriorment línies arquitectòniques i decoratives pertanyents al neoclàssic tardà. És probable que el fet que Marques da Silva cursà estudis a Paris expliqui la forta influència exercida per l'École de Beaux Arts en algunes de les solucions estètiques de l'immoble. L'estació disposa de vuit vies i cinc andanes.
Amb el propòsit d'amenitzar la impressió de severa noblesa del granit utilitzat a la façana, es decidí decorar el vestíbul amb rajoles. De les diverses propostes presentades fou aprovada per decret del 24 de novembre del 1905, la presentada per Jorge Colaço (1868-1942), un pintor, ceramista, il·lustrador i caricaturista que ja havia fet treballs notables a l'Hotel de Buçaco i a l'Escola Mèdica de Lisboa. El valor estipulat pel contracte fou de 20 milions de réis.
Foren fabricades per la Fábrica Cerâmica Lusitana de Lisboa i van ser fixades amb calç i sorra, materials que s'han mostrat poc eficaços i que obliguen que avui els panells es trobin protegits amb teles de teixit transparent per tal d'evitar-ne la caiguda. El problema es va veure agreujat amb la construcció d'una línia de metro. Les rajoles ocupen una àrea superior a 550m². Les rajoles historiades i etnogràfiques són de color blanc i blau i estan envoltades per un fris multicolor amb motius al·lusius a la història dels transports.
Les escenes històriques representades són les següents:
- "El torneig d'Arcos de Valdevez"
- "Egas Moniz presentant-se amb la dona i els fills al rei de Lleó, Alfons VII"
- "Entrada de Joan I a Porto per a celebrar el seu casament amb Felipa de Lancaster"
- "L'Infant Enric el Navegant en la Conquesta de Ceuta"

Les escenes etnogràfiques són les següents:
- "Escenes de la fira d'una vila"
- "Collita del vi"
- "Càrrega dels barrals de vi en embarcacions per a transportar-lo pel Duero fins a Porto"
- "Collita del blat"
- "Molta del blat en un molí d'aigua"
- "Escenes de processons"